# Decarthron nigrocavum
Decarthron nigrocavum är en skalbaggsart som beskrevs av Park 1958. Decarthron nigrocavum ingår i släktet Decarthron och familjen kortvingar. Inga underarter finns listade i Catalogue of Life.